# Pesa Sundeck
Pesa Sundeck – rodzina wagonów piętrowych produkowana przez zakłady Pesa z Bydgoszczy. W jej skład wchodzą wagony sterownicze (typ konstrukcyjny 316B) i wagony środkowe (typ konstrukcyjny 416B), które w połączeniu z lokomotywami z rodziny Pesa Gama tworzą pociągi w systemie push-pull.
15 kwietnia 2014 Koleje Mazowieckie zamówiły 22 wagony Sundeck oraz 2 elektrowozy Gama. Według podpisanej umowy pojazdy miały zostać dostarczone do 17 sierpnia 2015, ale produkcja opóźniła się. Pod koniec września 2015 na targach Trako w Gdańsku miała miejsce premiera rodziny wagonów Sundeck. W połowie grudnia 2015 natomiast ukończono produkcję wszystkich zamówionych pojazdów i do końca 2015 dokonano ich odbioru. Włączenie do eksploatacji miało miejsce 31 stycznia 2016.

## Historia

### Pierwsze wagony piętrowe w Polsce

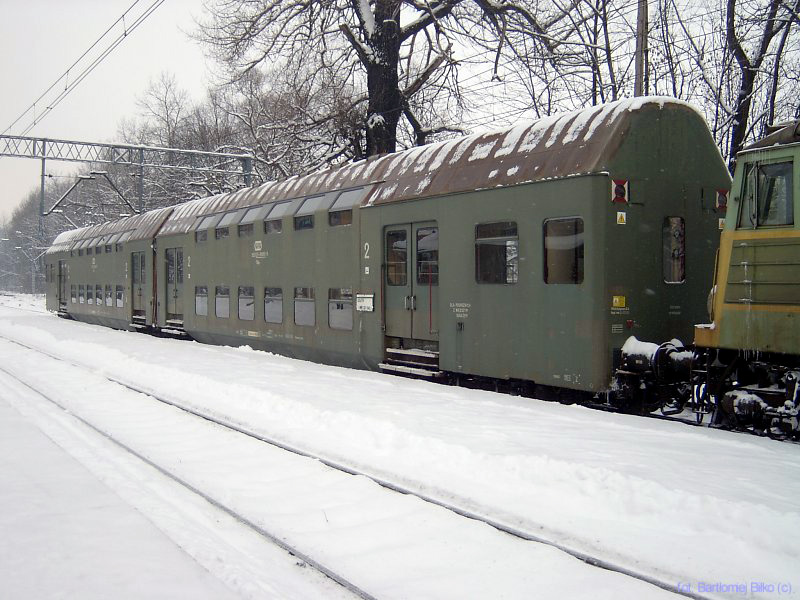
Wagon serii Bipa

Pierwszymi kolejowymi wagonami piętrowymi eksploatowanymi na dzisiejszych ziemiach polskich były dwa piętrowe wagony silnikowe systemu Thomasa z 1883 należące do Kolei Oleśnicko-Gnieźnieńskiej. Pierwszym pojazdem tego rodzaju na PKP był natomiast wagon oznaczony jako Breslau 970, który podczas modernizacji taboru berlińskiej kolei miejskiej został około 1912 przekazany do dyrekcji wrocławskiej, a po I wojnie światowej trafił do Polski i otrzymał numer 11344 BC. W 1931 został skasowany.
Pierwsze wagony piętrowe wytworzone na obecnych ziemiach polskich powstały w 1936 w Linke-Hofmann-Busch we Wrocławiu. Po II wojnie światowej pojazdy tego rodzaju produkowały od 1952 dla Deutsche Reichsbahn i od 1959 dla innych krajów socjalistycznych zakłady Waggonbau Görlitz. W latach 1959–1977 PKP zamówiły i otrzymały łącznie 473 zespoły czterowagonowe oraz 57 pojedynczych wagonów, które początkowo oznaczono serią Bipa, a w 1985 przemianowano na Bhp. W 1974 zakłady Waggonbau Görlitz rozpoczęły produkcję seryjną wagonów piętrowych nowego typu, które pozbawione były wad konstrukcyjnych poprzednich modeli. W latach 1988–1989 do Polski dostarczonych zostało 160 egzemplarzy, którym przydzielono serię Bdhpumn.

### Geneza wagonów Sundeck

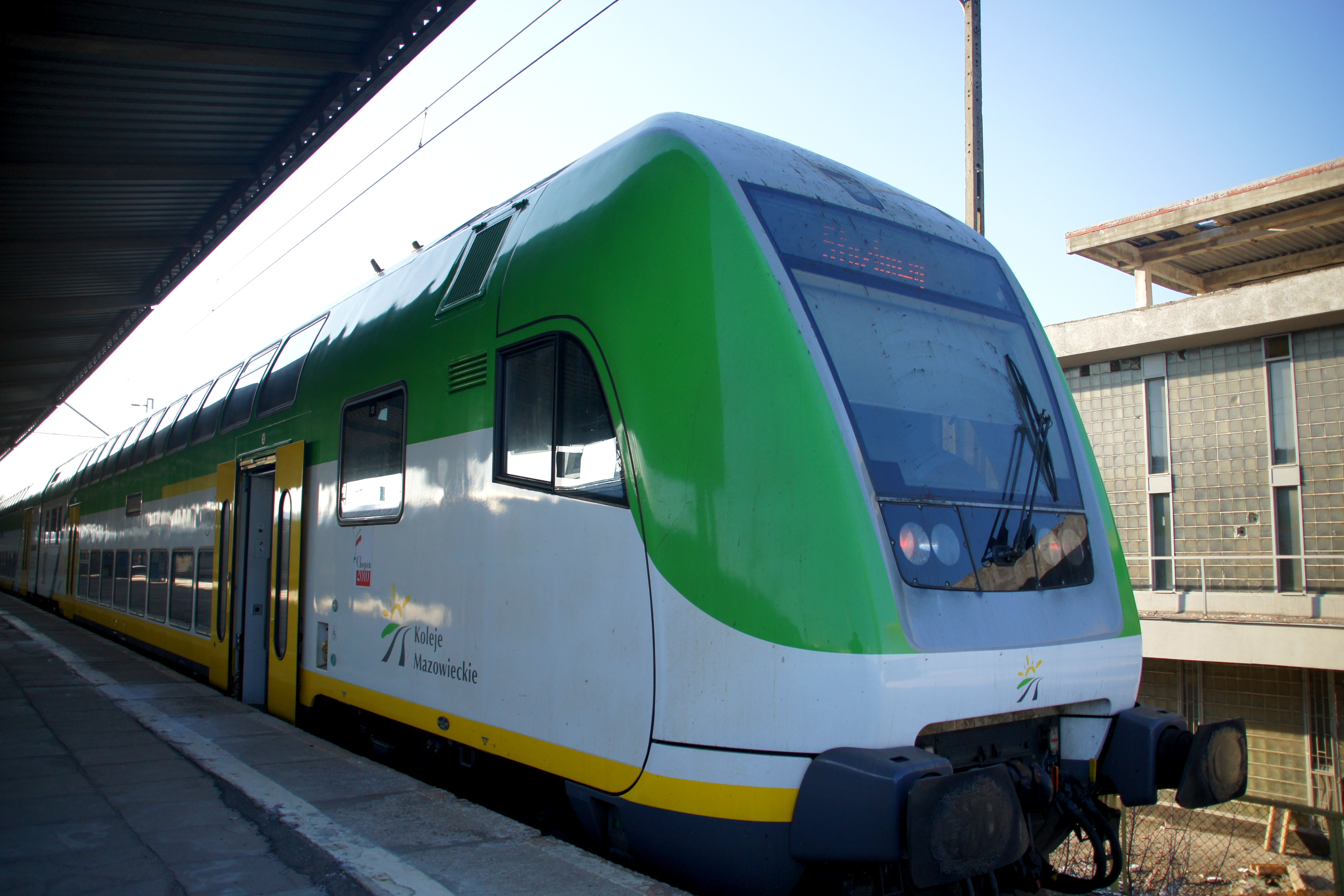
Wagon Bombardier Twindexx

W lipcu 2007 Koleje Mazowieckie zamówiły u przedsiębiorstwa Bombardier Transportation 11 wagonów sterowniczych i 26 wagonów środkowych z rodziny Twindexx. Zostały one wprowadzone do eksploatacji we wrześniu 2008, natomiast w sierpniu 2011 do użytku weszły lokomotywy Traxx P160 DC, dzięki którym przewoźnik jako pierwszy w kraju uruchomił pociągi w systemie push-pull.
We wrześniu 2013 PKP Intercity ogłosiły przetarg na dostawę 10 piętrowych elektrycznych zespołów trakcyjnych. Zgłosiło się 6 potencjalnych wykonawców, ale ostatecznie przetarg nie został rozstrzygnięty i żadne pojazdy nie zostały zamówione.
W listopadzie 2013 Koleje Mazowieckie, po unieważnieniu pierwszego postępowania, ponownie ogłosiły przetarg na dostawę kolejnych 22 wagonów piętrowych i 2 lokomotyw do formowania pociągów push-pull. Wymogiem konkursu była kompatybilność nowego taboru z już posiadanymi pojazdami, dlatego spodziewano się oferty ze strony Bombardiera. Ostatecznie przedsiębiorstwo nie wystartowało w przetargu, a zamówienie zostało udzielone zakładom Pesa z Bydgoszczy.

### Projekt

Logo rodziny

Na potrzeby ogłoszonego w 2013 przez PKP Intercity przetargu na składy piętrowe, biuro projektowe Pesy opracowało koncepcję piętrowych EZT. Wagony piętrowe zaoferowane w przetargu Kolei Mazowieckich to zmodyfikowana wersja tego projektu, która zgodnie z wymogiem konkursu współgra z wagonami Twindexx. Pociąg push-pull z tymi wagonami tworzy lokomotywa Gama. Wygląd zewnętrzny wagonów zaprojektował Bartosz Piotrowski, koncepcję wnętrza opracowali Mariusz Gorczyński i Wojciech Reszeta, natomiast kabina maszynisty została wykonana według projektu Mariusza Gorczyńskiego.
Wagony Pesa Sundeck to pierwsze wagony piętrowe polskiej konstrukcji, a w połączeniu z lokomotywą Pesa Gama również pierwszy skład push-pull polskiej konstrukcji. Swoją nazwę zawdzięczają słonecznemu górnemu pokładowi.

### Realizacja zamówienia
15 kwietnia 2014 Koleje Mazowieckie podpisały z Pesą umowę na dostawę 2 wagonów sterowniczych, 20 wagonów środkowych i 2 elektrowozów Gama wraz z ich czteroletnim serwisem w zakładach ZNTK „Mińsk Mazowiecki”. Określono, że dostawy pojazdów mają mieć miejsce między 15 stycznia a 17 sierpnia 2015. Producent zadeklarował wtedy, że pierwsze wagony będą gotowe w styczniu bądź lutym następnego roku i po procesie homologacji trafią do przewoźnika w czerwcu bądź lipcu 2015.
W połowie stycznia 2015 trwała budowa konstrukcji pojazdów i ram wózków. Zakładano, że budowa wagonu środkowego zakończy się w marcu, a wagonu sterowniczego pod koniec kwietnia. Następnie planowano skierować skład do badań i otrzymać dopuszczenie do ruchu pod koniec lipca. Dostawy miały być realizowane między 3 a 17 sierpnia.
Na początku lipca 2015 pierwszy wagon środkowy był gotowy i po badaniach przeprowadzonych w Instytucie Pojazdów Szynowych „Tabor”. W trakcie budowy pojazdów producent napotkał problemy związane z kompatybilnością z wagonami Twindexx. Po ich pokonaniu ustalono z przewoźnikiem testy nowych pojazdów z taborem Bombardiera mające na celu sprawdzenie zastosowanych rozwiązań w praktyce. 14 lipca rozpoczęto jazdy techniczne wagonu środkowego, podczas których sprawdzano parametry pracy poszczególnych elementów układów, prawidłowe funkcjonowanie instalacji i urządzeń oraz zachowanie przy hamowaniu, przyspieszaniu i jeździe z prędkością konstrukcyjną 160 km/h. Od 31 sierpnia do 14 września na torze doświadczalnym Instytutu Kolejnictwa w Żmigrodzie testowano wagon środkowy 416B-001 prowadzony lokomotywą Bombardier Traxx. Na początku września 2015 trwały prace nad drugą lokomotywą i następnymi egzemplarzami wagonów. Planowano wówczas zakończyć dostawy w I dekadzie grudnia.
Od 22 do 25 września 2015 na gdańskich targach Trako prezentowano wagon środkowy 416B-002 (choć wcześniej planowano zaprezentować cały pociąg push-pull). 23 września podczas imprezy miała miejsce oficjalna premiera wagonu. W trakcie wydarzenia grudniowy termin dostawy wszystkich pojazdów doprecyzowano na 7 grudnia.
5 października 2015 na tor doświadczalny nieopodal Żmigrodu przyjechał pociąg składający się z lokomotywy Gama oraz obydwu typów wagonów piętrowych Sundeck w zestawieniu 111Eb-001+416B-001+416B-002+316B-001, a następnego dnia rozpoczęto jego testy. Według wówczas obowiązujących planów miały one potrwać do 24 października, a do 29 października w Instytucie Kolejnictwa w Warszawie miały zostać wykonane pozostałe badania, których nie można było zrealizować pod Żmigrodem. Ostatecznie na początku listopada kontynuowane były jazdy testowe i badania na torze doświadczalnym, a ponadto trwały prace nad wszystkimi wagonami. Pod koniec listopada nadal trwały testy, producent zobowiązał się do dostarczenia wagonów do końca roku, natomiast przewoźnik zapowiedział naliczenie przewidzianych w umowie kar związanych z opóźnieniem w realizacji zamówienia.
9 grudnia 2015 Urząd Transportu Kolejowego wydał terminowe świadectwo numer T/2015/0100 dopuszczające do ruchu wagony środkowe typu 416B, a 17 grudnia terminowe świadectwo numer T/2015/0105 dla wagonów sterowniczych typu 316B. Tego samego dnia ukończono produkcję wszystkich zamówionych wagonów, które wcześniej uzyskały kompatybilność z wagonami Bombardiera. 18 grudnia przewoźnik odebrał 9 wagonów środkowych i 1 wagon sterowniczy, po czym rozpoczęto jazdy testowe tych pojazdów bez pasażerów. Trwały wówczas również szkolenia maszynistów. 23 grudnia odebrano 4, a 29 grudnia 3 wagony środkowe. 30 grudnia Koleje Mazowieckie odebrały ostatnie 4 wagony środkowe i drugi wagon sterowniczy, czym zakończono zamówienie.
13 stycznia 2016 na stacji Warszawa Wschodnia miało miejsce oficjalne przekazanie wszystkich zamówionych wagonów Sundeck i lokomotyw Gama połączone z przejazdem do stacji Warszawa Rembertów.

## Konstrukcja

### Charakterystyka ogólna
Wagony Pesa Sundeck to dwupoziomowe, bezprzedziałowe wagony 2. klasy. W podstawowej konfiguracji tworzą one pociąg push-pull składający się z lokomotywy, 6 wagonów środkowych typu 416B i wagonu sterowniczego typu 316B. Takie zestawienie pozwala na przewiezienie 1700 pasażerów. Prędkość eksploatacyjna wagonów wynosi 160 km/h. Ponadto mogą one być łączone z wagonami Bombardier Twindexx w konfiguracji:
- lokomotywa i wagon sterowniczy Pesy, wagony środkowe Bombardiera,
- lokomotywa i wagon sterowniczy Bombardiera, wagony środkowe Pesy[18].

### Nadwozie
Pudło i poszycie wagonów jest stalowe, spawane oraz pokryte warstwą antygraffiti. Każdy pojazd jest wyposażony w dwie pary drzwi odskokowo-przesuwnych na stronę o szerokości 1300 mm.
Przejście międzywagonowe jest osłonięte wałkami gumowymi. Drzwi międzywagonowe o szerokości 500 mm są napędzane elektrycznie i otwierane przyciskiem oraz wyposażone w układ rewersujący w przypadku napotkania przeszkody.
Na czole wagonu sterowniczego zamontowano zderzaki z elementami pochłaniającymi energię zderzenia. Zamiast lusterek zastosowano zewnętrzne kamery wsteczne, a ponadto zainstalowano kamerę rejestrującą obraz ze szlaku.
W niszach w konstrukcji dachu na każdym z końców wagonu umiejscowiono urządzenia klimatyzacyjne i przetwornicę statyczną.

### Wnętrze
Wnętrze pojazdów jest wyposażone w klimatyzację, ogrzewanie nawiewne, monitoring i bezprzewodowy internet. Oświetlenie zapewniają dwa rzędy jarzeniówek umieszczone we wnęce sufitowej. System informacji pasażerskiej ma możliwość lokalizacji kolejnego przystanku z wykorzystaniem GPS. Trasa przejazdu pokazywana jest na wyświetlaczach diodowych, a ponadto obsługa ma możliwość wygłaszania komunikatów. W pobliżu drzwi wejściowych zamontowano urządzenia interkomu, a nad wejściami czujniki systemu zliczania pasażerów. Większość poręczy umieszczono w wycięciach w ścianach, zwiększając tym samym szerokość przejścia. We wszystkich pojazdach zamontowano wieszaki na ubrania i ostrzegawcze żółto-niebieskie pasy pod sufitem. Na wyposażeniu każdego wagonu są również drabinki ewakuacyjne.
W większości przestrzeni pasażerskiej zastosowano szeregowy układ siedzeń, w którym na tylnej stronie oparcia każdego z foteli zamontowano drewniany stolik odchylny oraz gazetnik. Na górnym i dolnym pokładzie każdego z wagonów oraz pokładzie pośrednim wagonu środkowego umiejscowiono dwie pary siedzeń naprzeciwległych z rozkładanymi stolikami, a w pobliżu schodów na górnym pokładzie wagonu środkowego zamontowano dwa miejsca odchylne. Podłokietniki przy ścianach są stałe, a wszystkie pozostałe ruchome. Od strony środkowego przejścia pod siedzeniami zamontowano śmietniczki. Na każdą parę foteli przypada jedno gniazdko elektryczne. Siedzenia są numerowane. Nad fotelami, w pobliżu półek bagażowych, zamontowano kieszonki na karteczki z rezerwacjami miejsc. Na uchwytach dla osób stojących natomiast umieszczono tabliczki z numerami miejsc zapisanymi zarówno liczbami, jak i alfabetem Braille’a.
Na jednym z pokładów pośrednich każdego wagonu środkowego jest toaleta. Wagony te są również przystosowane do montażu w przyszłości automatu z przekąskami i biletomatu. Pojazdy te nie są wyposażone w stojaki na bagaż.
Na dolnym pokładzie wagonu sterowniczego znajduje się stolik barowy z trzema fotelami obrotowymi, a przy nim miejsce gotowe do zamontowania w przyszłości automatu z przekąskami. Na górnym i dolnym pokładzie zamontowano po dwa stojaki na bagaże. Na pokładzie pośrednim od strony przejścia międzywagonowego zlokalizowano przestrzeń wielofunkcyjną z dwoma miejscami dla osób poruszających się na wózkach inwalidzkich lub trzech rowerów. Obok jest toaleta przystosowana do potrzeb osób niepełnosprawnych, a przy pobliskich drzwiach wejściowych zainstalowano windy. Elementy przystosowane do potrzeb osób niepełnosprawnych spełniają wymogi TSI. Przy kabinie maszynisty ulokowano natomiast zamykany przedział obsługi pociągu, który jest wyposażony w stolik, siedzenie uchylne, szafki na ubrania i gniazdko elektryczne. Naprzeciwko tego pomieszczenia znajduje się szafa z aparaturą elektryczną i pneumatyczną. Kabina maszynisty wagonu sterowniczego jest wyposażona w niemal taki sam pulpit, jak elektrowóz Pesa Gama typu 111Eb. Różnice występują w układzie przycisków. Ponadto w kabinie znajduje się wyposażenie socjalne, na które składa się czajnik, lodówka i szafki na rzeczy osobiste. Szyba czołowa jest wyposażona w dwie wycieraczki oraz ogrzewanie oporowe umieszczone pomiędzy warstwami szkła. Wszystkie okna w kabinie mają rolety.
Część okien jest uchylna, a ich otwarcie jest automatycznie blokowane gdy klimatyzacja jest włączona. Okna na górnym pokładzie są wyposażone w rolety przeciwsłoneczne.
Podłoga przedsionka wejściowego, do którego od drzwi prowadzi jeden stopień, jest umieszczona na wysokości 1060 mm ponad główką szyny. Obsługa peronów o wysokości od 300 do 1060 mm jest realizowana z wykorzystaniem dwóch wysuwanych stopni zamontowanych przy każdym z wejść. Na pokłady górny i dolny prowadzą schody, a na pokłady pośrednie pochylona podłoga.

### Podwozie

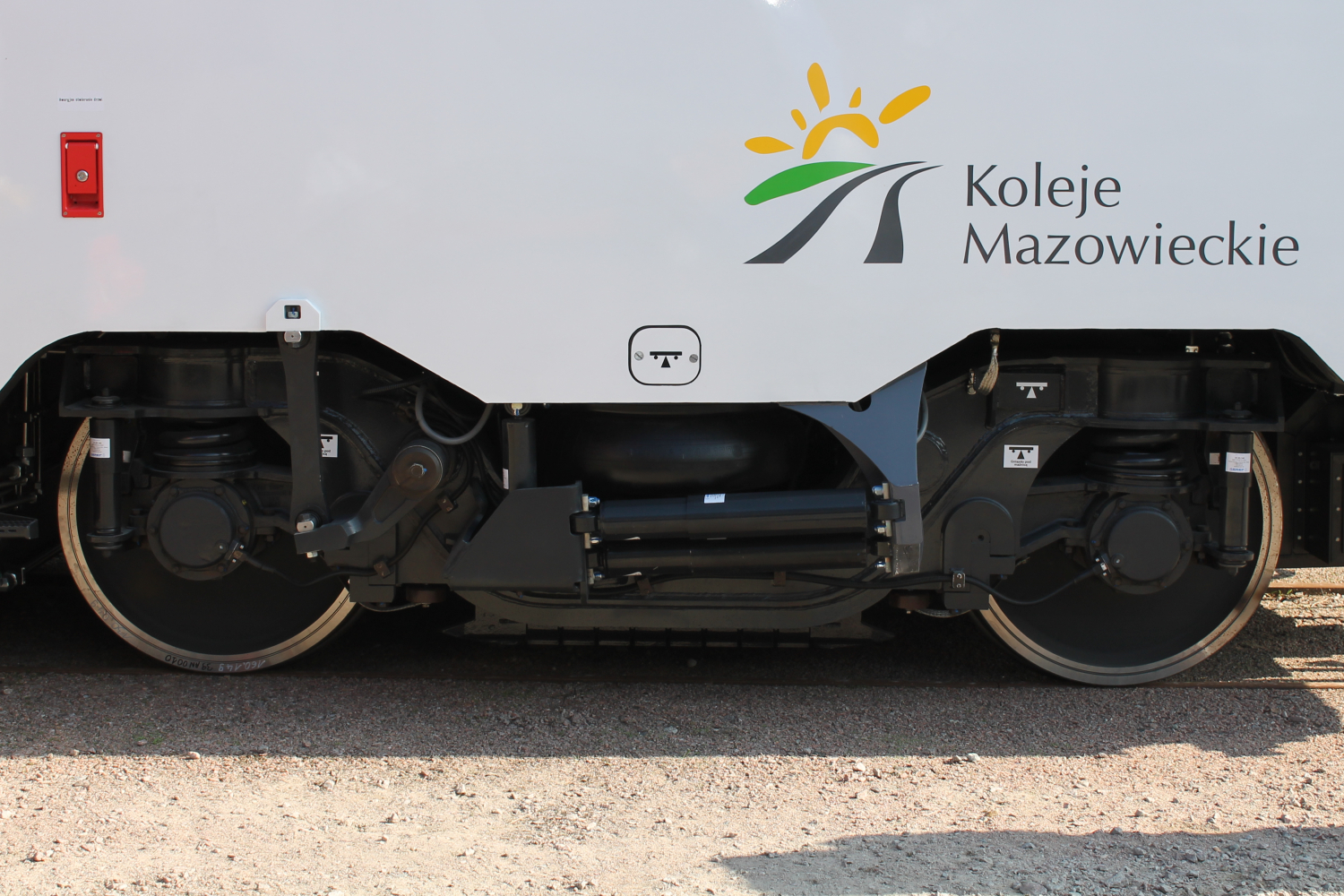
Wózek typu 39AN

Każdy wagon oparty jest na dwóch wózkach tocznych typu 39AN. Każdy z nich wyposażono w jeden stabilizator przechyłu oraz elektromagnetyczne hamulce szynowe i układ przeciwpoślizgowy. Jako I stopień usprężynowania zastosowano sprężyny śrubowe, natomiast pudło wagonu oparto na ramie wózka poprzez sprężyny pneumatyczne utrzymujące stałą wysokość podłogi ponad główką szyny. Zestaw kołowy jest prowadzony wahaczowo. Na każdym zestawie zamontowano trzy tarcze hamulcowe. Wózek pod kabiną wagonu sterowniczego wyposażono dodatkowo w piasecznicę, smarownice obrzeży kół i elektromagnes SHP.
Baza każdego wagonu wynosi 19 000 mm. Baza wózka to 2500 mm, a średnica kół 920 mm.

## Eksploatacja
| Państwo | Przewoźnik         | Typ wagonu | Liczba sztuk | Seria        | Oznaczenie UIC        | Początek eksploatacji | Źródła       |
| ------- | ------------------ | ---------- | ------------ | ------------ | --------------------- | --------------------- | ------------ |
| Polska  | Koleje Mazowieckie | 316B       | 2            | B16bfmnopuxz | 50 51 26-78 047 ÷ 048 | 31 stycznia 2016      | [ 4 ] [ 39 ] |
| Polska  | Koleje Mazowieckie | 416B       | 20           | B16mnopuxz   | 50 51 26-78 027 ÷ 046 | 31 stycznia 2016      | [ 4 ] [ 39 ] |

Koleje Mazowieckie zamówiły wagony piętrowe z rodziny Sundeck z myślą o wydłużeniu dotychczas posiadanych składów piętrowych oraz uruchomieniu nowych pociągów przyspieszonych na trasach z Warszawy do Dęblina, Działdowa, Płocka i Radomia. W momencie podpisywania umowy rozważane były także kursy do Skierniewic i Sochaczewa. W późniejszym okresie przewoźnik brał pod uwagę również połączenia do Wołomina, Skarżyska-Kamiennej i Łukowa. Część pojazdów miała zostać włączona do eksploatacji we wrześniu 2015, natomiast wszystkie wagony miały być w użyciu od grudniowej zmiany rozkładu jazdy. Ze względu na opóźnienia w dostawach przewoźnik pod koniec września oszacował termin włączenia pojazdów do ruchu na I kwartał 2016. W połowie grudnia natomiast, po odbiorze pierwszych egzemplarzy wagonów, Koleje Mazowieckie poinformowały, że przewozy Sundeckami chcą rozpocząć w styczniu 2016. Pod koniec stycznia, ze względu na brak pełnej dokumentacji z Urzędu Transportu Kolejowego, termin ten przeniesiono na początek lutego. Ostatecznie Koleje Mazowieckie rozpoczęły eksploatację wagonów piętrowych Sundeck i lokomotyw elektrycznych Gama 31 stycznia 2016.
Wagony w chwili rozpoczęcia eksploatacji skierowano do obsługi pociągów przyspieszonych:
- Radomiak relacji Warszawa Wschodnia – Radom i z powrotem (6 wagonów Sundeck i 1 lokomotywa Gama),
- Wiedenka relacji Warszawa Wschodnia – Skierniewice i z powrotem (5 wagonów Sundeck i 1 lokomotywa Gama),
- Łukowianka relacji Warszawa Zachodnia – Łuków i z powrotem (6 wagonów Sundeck)[39].

Później obsługiwały również pociąg przyspieszony Bolimek z Warszawy Wschodniej do Żyrardowa.
W ciągu trzech pierwszych miesięcy użytkowania pojazdów awariom ulegały tylko wagony środkowe i usterki te miały miejsce tylko w lutym. W pierwszym roku eksploatacji wagonów natomiast występowały problemy z wydajnością ogrzewania i klimatyzacji oraz szczelnością okien. W tym samym okresie Sundecki i Gamy Pesy można było spotkać w składach mieszanych z Twindexxami i Traxxami Bombardiera, co było wymagane przez kontrakt.

## Nagrody i wyróżnienia
- 2016 – nagroda Dobry Wzór 2016 w kategorii Transport i komunikacja[47].